# Clément Beaune
Pour les articles homonymes, voir Beaune.
Clément Beaune , né le 14 août 1981 à Paris, est un haut fonctionnaire et homme politique français.
De 2017 à 2020, il est conseiller spécial d'Emmanuel Macron au palais de l'Élysée sur les questions européennes, puis son conseiller G20. Le 26 juillet 2020, il est nommé secrétaire d'État chargé des Affaires européennes dans le gouvernement Jean Castex puis le 20 mai 2022 ministre délégué chargé de l'Europe dans le gouvernement Élisabeth Borne. Le 4 juillet 2022, il est nommé ministre délégué chargé des Transports dans le même gouvernement.
À la suite de la démission du gouvernement Borne, il redevient député de la 7e circonscription de Paris un mois plus tard. Après la dissolution de l'Assemblée nationale de 2024, il est battu par Emmanuel Grégoire dès le premier tour des élections législatives.
Il est nommé Haut-commissaire à la Stratégie et au Plan en 2025.

## Situation personnelle

### Naissance et famille
Clément Beaune est le fils d'un professeur de médecine à l'hôpital Necker-Enfants malades, également enseignant-chercheur,, et d'une mère infirmière issue d’une famille juive qui a fui la Russie soviétique. Venant d’une famille de gauche, il indique que son père était mitterrandien ; selon Le Point, celui-ci « a milité au PS, dans les rangs rocardiens ». Il a un frère professeur de médecine et une sœur qui travaille dans les assurances. Son arrière-grand-père Israel Naroditzki a été déporté et gazé à Auschwitz. Il vit sa jeunesse dans le 17e arrondissement de Paris, où il côtoie le futur journaliste et humoriste David Castello-Lopes.

### Études et formation
Il est diplômé de l'Institut d'études politiques de Paris. Il effectue un séjour universitaire en Irlande dans le cadre du programme Erasmus. Il est également diplômé du Collège d'Europe (promotion 2004-2005) et de l'École nationale d'administration (promotion Willy-Brandt, 2007-2009).

### Vie privée
En décembre 2020, il fait état de son homosexualité dans un entretien accordé au magazine Têtu.
Peu après avoir été promu ministre des Transports, il qualifie d'« extrêmement blessants » les propos tenus par Caroline Cayeux, ministre déléguée aux Collectivités territoriales, qui s’est défendue d’être homophobe en affirmant avoir beaucoup d’amis parmi « ces gens-là ».

## Parcours politique

### Débuts
À sa sortie de l'ENA en 2009, il commence sa carrière à la direction du Budget, en qualité d’adjoint au chef du bureau des lois de finances. De 2012 à 2014, il exerce au cabinet de Jean-Marc Ayrault, alors Premier ministre, comme conseiller budgétaire. Il fait ensuite un bref passage comme conseiller à la Représentation permanente de la France auprès de l'Union européenne à Bruxelles en 2014, avant d'intégrer le cabinet d'Emmanuel Macron — dont il est devenu ami — au ministère de l'Économie, où il s'occupe des Affaires européennes jusqu'en 2016,.
De 2016 à 2017, il est adjoint au directeur général d'ADP Management.

### Conseiller spécial d'Emmanuel Macron au palais de l'Élysée
Resté proche d'Emmanuel Macron lors de sa campagne présidentielle, il ne fait néanmoins pas partie de sa garde rapprochée, surnommée « les mormons », qui s'expose lors de la cérémonie d’investiture : selon Libération, « c’est qu’à la différence de ces derniers, des purs politiques, il était moins impliqué dans la stratégie de conquête du pouvoir que dans la manière de l’exercer ».
Après l'élection d'Emmanuel Macron à la présidence de la République, Clément Beaune devient conseiller spécial de celui-ci sur les questions européennes, puis conseiller G20,. Il se distingue de ses prédécesseurs à cette fonction par le fait de ne pas être diplomate de formation. Il écrit la trame de la plupart des discours d'Emmanuel Macron sur l’Europe à partir de celui prononcé, en tant que candidat à l'élection présidentielle, à l’université Humboldt de Berlin en janvier 2017. Il porte par ailleurs le changement de stratégie consistant à s'adresser à l'ensemble des pays membres de l'Union européenne sans se limiter au couple franco-allemand, ce qui s'illustre notamment par le désaccord exprimé par Emmanuel Macron avec Angela Merkel sur la date de sortie du Royaume-Uni.
Il est un temps pressenti pour entrer au gouvernement comme secrétaire d’État aux Affaires européennes en 2019 lors du départ de Nathalie Loiseau,, puis pour figurer sur la liste LREM aux élections européennes de 2019 — mais Stéphane Séjourné lui est préféré par Emmanuel Macron,. Il joue cependant un rôle majeur dans la définition du projet défendu par la liste LREM, après avoir écrit le discours d'Emmanuel Macron prononcé à la Sorbonne en septembre 2017 sur la « refondation » de l’Union, ou encore la lettre pour une « renaissance » adressée aux Européens en mars 2019,. S'il est invisible durant la campagne, « il prépare activement, en coulisse, les alliances et les tractations » prévues après les élections. Son nom est également évoqué pour la présidence de la chaîne Arte ou comme futur commissaire européen.

### Secrétaire d'État chargé des Affaires européennes
Il est nommé, le 26 juillet 2020, secrétaire d'État chargé des Affaires européennes auprès du ministre de l'Europe et des Affaires étrangères Jean-Yves Le Drian dans le gouvernement Jean Castex. Sa trajectoire imite celles d'Élisabeth Guigou en 1990 et de Catherine Colonna en 2005, également passées du palais de l'Élysée au ministère des Affaires européennes.

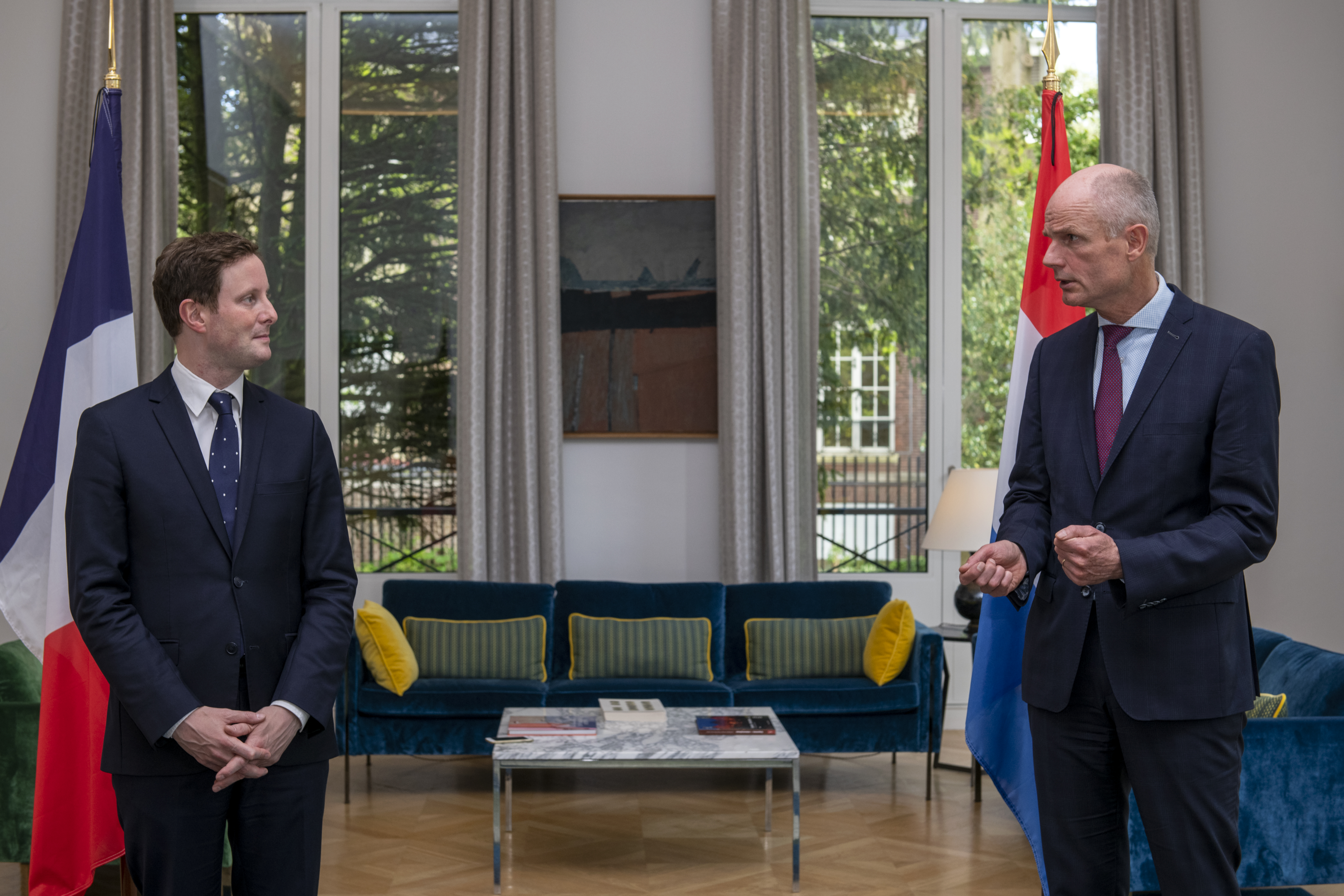
Clément Beaune avec le ministre néerlandais des Affaires étrangères Stef Blok en mai 2021.

En mars 2021, il effectue une visite en Pologne avec pour objectif de renouer un dialogue devenu difficile avec la France depuis l’arrivée au pouvoir du parti Droit et justice en 2015, en particulier s'agissant des droits fondamentaux et de la société civile. Il affirme refuser d'en faire un « combat communautaire », déclarant qu'il n'aimerait pas « qu'on dise que je me démène contre les zones "sans LGBT" parce que je suis gay. » Il se voit refuser, sous prétexte de sécurité sanitaire, l'accès à l’une des zones « libres de l’idéologie LGBT », décrétées par plusieurs dizaines de collectivités locales, sans valeur juridique, avec pour objectif de « protéger les valeurs familiales contre la révolution des mœurs ». Selon Le Monde, « rarement une visite ministérielle dans un pays de l’Union européenne n’avait été autant remplie de symboles et de messages subliminaux incisifs, et marquée, au bout du compte, de tensions avec les autorités hôtes ». Cet épisode lui permet de se faire un nom alors qu'il était jusqu'alors inconnu du grand public,. En octobre 2021, il rencontre des associations LGBT à Budapest, alors que la Hongrie dirigée par Viktor Orbán est en conflit avec l’Union européenne en raison de ses atteintes répétées à l’État de droit.

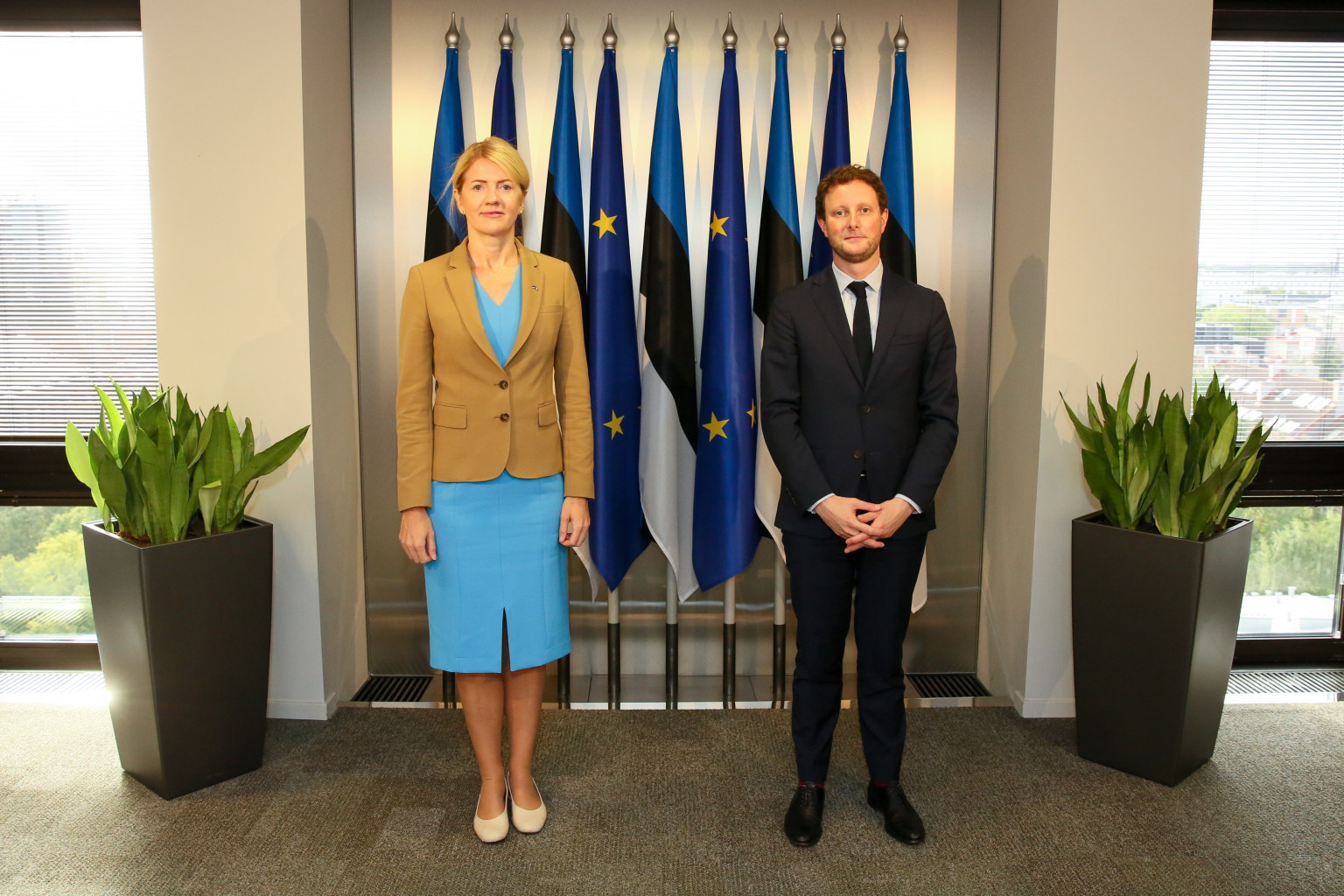
Clément Beaune avec la ministre estonienne des Affaires étrangères Eva-Maria Liimets en septembre 2021.

En janvier 2022, Le Monde indique qu'« il est difficile d’entendre une note dissonante pour qualifier son action à Bruxelles », qui est saluée par les députés européens Raphaël Glucksmann (Place publique) et Philippe Lamberts, coprésident du groupe des Verts/Alliance libre européenne. En revanche, Arnaud Danjean, député européen Les Républicains, s'il le qualifie de « bon ministre », estime que « ses défauts sont ceux de la macronie : une tendance excessive, et parfois très irritante pour les partenaires européens, à s'attribuer tout ce qui se fait de bien en Europe et qui peut confiner à une forme d'arrogance et de suffisance ». L'ancien ministre des Affaires étrangères Hubert Védrine considère que Clément Beaune, « parce qu'il a un lien personnel avec le président, joue un vrai rôle dans la vision européenne de Macron, [qu']il a davantage de poids que ses prédécesseurs et [que] son potentiel politique est réel ». Jean-Marc Ayrault, également ancien ministre des Affaires étrangères, estime qu'il « a su habilement se démarquer de la tutelle de Jean-Yves Le Drian ». Selon Les Échos, il a très vite gagné « une visibilité médiatique rare à [son] poste ».
Il fait partie des ministres habilités à s'exprimer sur les sujets sensibles liés à la pandémie de Covid-19, tels que la suspension du vaccin AstraZeneca, l'hypothèse d'un passeport vaccinal, l'acheminement des doses, ou encore la concurrence avec les Russes et les Chinois. En septembre 2021, il déclare dans un entretien que la majorité présidentielle « incarne le camp de la raison et de la République », et subit un recadrage de Gabriel Attal, porte-parole du gouvernement, avec l'aval du palais de l'Élysée, affirmant que la raison et la République ne peuvent être l’apanage d’un seul parti. Il assure quant à lui qu'« il n’y a eu aucun recadrage du président ou du Premier ministre ». Par ailleurs, il s'oppose publiquement aux déclarations de Jean-Michel Blanquer, ministre de l’Éducation, contre l'« islamo-gauchisme » qui menacerait l'université. Selon L'Obs, il « s'est imposé comme un rouage essentiel de la macronie ». Il se distingue au sein de l'exécutif par ses bonnes relations avec les journalistes. Le Monde indique en janvier 2022 qu'il est « protégé par son statut quasi officiel de chouchou du président », et voit le « signe de sa montée en puissance » dans le fait qu'« il donne de plus en plus d’interviews politiques » et « suggère des mesures pour le programme du futur candidat (il a défendu l’idée du vote à 16 ans) ».

### Candidat aux élections législatives de juin 2022 à Paris
Ayant l'intention de rester au gouvernement, de préférence au ministère de l'Économie,, Clément Beaune se présente aux élections législatives de 2022 dans la septième circonscription de Paris, investi par Ensemble.
Au premier tour, il est mis en ballottage défavorable avec 35,81 % des voix, devancé par Caroline Mécary (41,40 %), la candidate de la Nouvelle Union populaire écologique et sociale (NUPES). Pendant l’entre-deux tours, il appelle clairement à « voter pour les candidats de la NUPES plutôt que pour ceux qui représentent le Rassemblement national » en cas d’absence de candidat de la majorité présidentielle au second tour. Clément Beaune remporte l’élection législative lors du second tour, au soir du 19 juin, avec 50,73 % des suffrages exprimés.

### Ministre délégué chargé de l'Europe puis des Transports

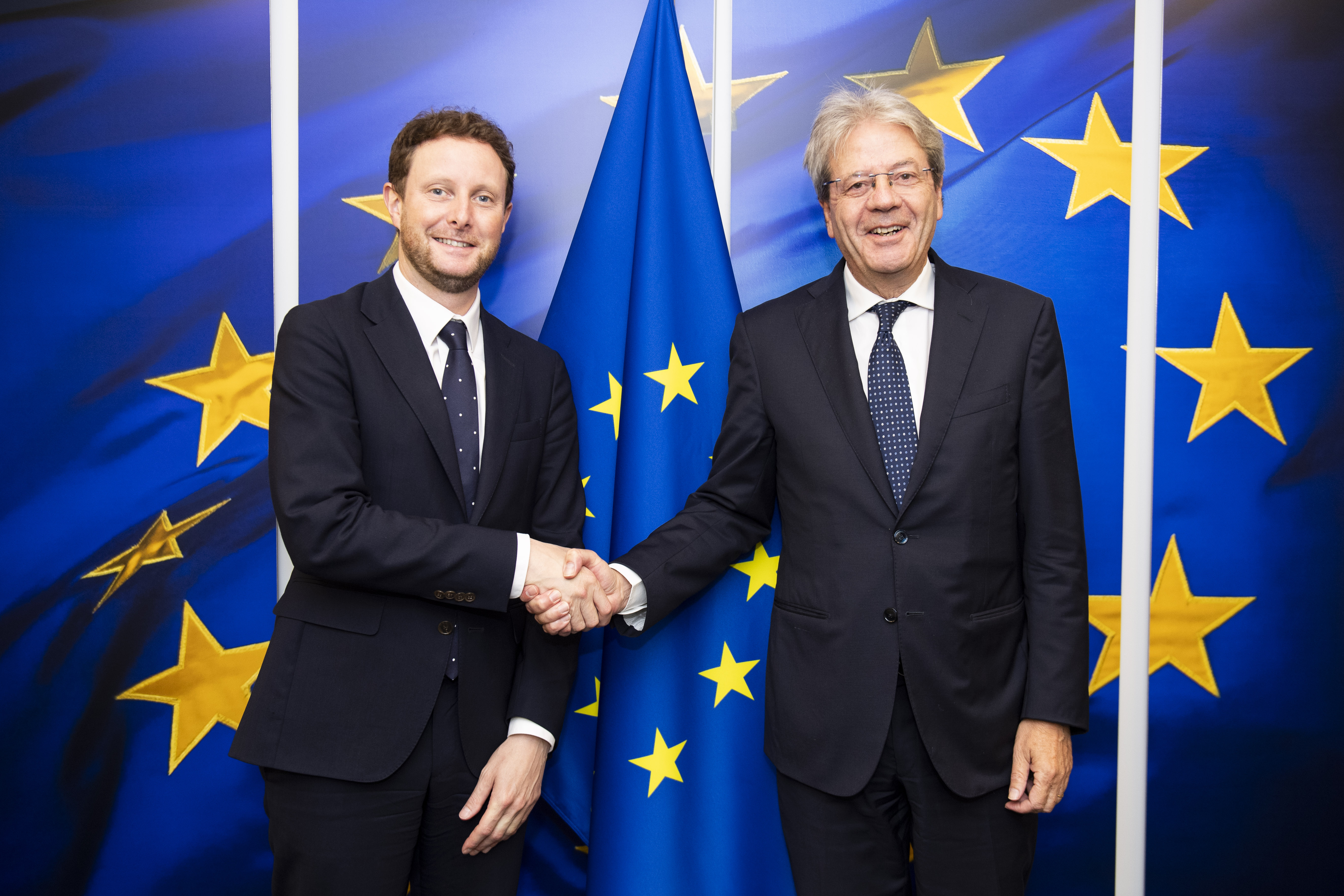
Clément Beaune avec le commissaire européen Paolo Gentiloni en 2023.

Le 20 mai 2022, il est nommé ministre délégué chargé de l'Europe dans le gouvernement Élisabeth Borne.
Le 4 juillet 2022, il est nommé ministre délégué chargé des Transports dans le cadre du remaniement du même gouvernement après les élections législatives. Le 7 septembre 2023, il annonce la création prochaine[Quand ?] du Pass rail[réf. nécessaire].
En janvier 2024, il quitte sa fonction à la suite de la mise en place du gouvernement Gabriel Attal.
Il est battu dès le premier tour des Élections législatives françaises de 2024 (avec un score de 32,77 %) remporté par Emmanuel Grégoire (Parti socialiste-Nouveau Front populaire) pour la Septième circonscription de Paris (avec un score de 50,87 %)

### Haut-commissaire au plan et commissaire général à la stratégie et à la prospective
En conseil des ministres, il est nommé haut-commissaire au plan et commissaire général de France Stratégie  le 5 mars 2025, puis haut-commissaire à la Stratégie et au Plan à la suite de la fusion des deux organismes par décret du 23 mai 2025.

## Orientation politique
Il crée une antenne de La Gauche moderne à Sciences-Po, au début des années 2000. Se définissant comme « deloriste », il vote « avec enthousiasme » pour Lionel Jospin au premier tour de l'élection présidentielle de 2002, puis adhère au Parti socialiste (dans la section du 9e arrondissement de Paris) peu après la qualification de Jean-Marie Le Pen au second tour, mais le quitte quelques mois plus tard,. Il participe à la campagne présidentielle de François Hollande en 2011-2012,.
Sous la présidence d'Emmanuel Macron, il est à la tête du pôle « idées » de La République en marche. En novembre 2020, il rejoint le parti Territoires de progrès, situé à l'aile gauche de la majorité présidentielle,. En juillet 2021, il intègre le bureau exécutif de LREM, élu sur la liste conduite par Richard Ferrand.
Le Monde le présente comme un « modéré de gauche », représentant cette ligne au sein du gouvernement. Au sujet de la présidence de François Hollande, le journal indique qu'il « ne crache pas dans la soupe » mais qu'il déplore « l’absence de fierté » dans les réformes engagées, ainsi que la nomination de Manuel Valls à Matignon, dont il rejette « sa forme de brutalité, de dureté dans le discours ». Il est généralement considéré comme faisant partie de l’aile gauche de la macronie,.
En même temps, il soutient, aux côtés d’une partie des parlementaires, l’idée d’une taxation des « superprofits » appliquée aux entreprises ayant tiré profit de la crise inflationniste, qui n'est pas retenue par le gouvernement.
Il défend le déplacement des élections législatives avant l'élection présidentielle.
Il est membre du club Le Siècle.

## Distinctions
- Chevalier de la Légion d'honneur (2025)[36]

## Publication et activités artistiques

### Publication
- Je dirai malgré tout que la politique est belle, Éditions Stock, Paris, 2025, 252 p.  (ISBN 978-2234097704)

### Série télévisée
- 2022 : Parlement de Émilie Noblet et Jérémie Sein (saison 2) : lui-même